# Toyota bZ4X
Toyota bZ4X — полностью электрический компактный кроссовер, производимый японской компанией Toyota с 2022 года.

## Название
Согласно утверждениям Toyota, значение шильдика "bZ4X" разбивается на:
- «bZ»: beyond Zero, для «сверх ноля» выбросов, представляющего природу электрического транспортного средства на аккумуляторе путем выхода «за пределы нуля» выбросов,
- «4»: от эквивалентных по размеру Toyota RAV4 и
- «X»: описывает его как компактный кроссовер («X») SUV.

## Описание
Автомобиль дебютировал 19 апреля 2021 на Шанхайском автосалоне как «концепция bZ4X». Это первое транспортное средство, базирующееся на платформе e-TNGA, совместно разработанной Toyota и Subaru и первая модель автомобиля с нулевым уровнем выбросов bZ (beyond Zero, «за пределами нуля»). На рынок автомобиль поступил в 2022 году.
В передней подвеске расположены стойки McPherson , сзади двойные поперечные рычаги. Все тормоза дисковые вентилируемые.
Среднеразмерный кроссовер получил литиево-ионную батарею емкостью 71,4 кВтч, обеспечивающую запас хода 460—530 км (WLTP). При переднем приводе bZ4X имеет один электромотор мощностью 150 кВт (204 л. с. ) 265 Н·м, при полном - два двигателя по 80 кВт совокупно выдают 160 кВт (218 л. с.) 336 Н·м. Разгон 0-100 км/ч выполняется за 8,4 и 7,7 с.
Зарядка батареи Toyota bZ4X до 80% зарядным устройством мощностью 50 кВт занимает около 1 часа, устройством мощностью 150 кВт – около 30 минут.

### Силовые агрегаты
BZ4X приводится в движение системой e-Axle, которая объединяет электродвигатель, редуктор и инвертор . Он создан BluE Nexus , совместным предприятием компаний Toyota Group Aisin и Denso с инвестициями Toyota Motor. В переднеприводных моделях используется один электронный мост модели 1XM мощностью 150 кВт (201 л.с., 204 л.с.), а в полноприводных моделях используются два электронных моста модели 1YM , каждый из которых производит 80 кВт (107 л.с., 109 л.с.). для общей мощности 160 кВт (215 л.с., 218 л.с.).
Модели с передним приводом имеют расчетный запас хода 510 км (317 миль) и время разгона от 0 до 100 км/ч (0–62 миль в час) 7,5 секунды, а модели с полным приводом имеют расчетный запас хода 460 км (286 миль в час). миль) и время разгона 0–100 км/ч (0–62 миль в час) за 6,9 секунды.  На моделях AWD система полного привода X-MODE от Subaru «позаимствована» у Subaru Forester .
Переднеприводные модели оснащены  батареей емкостью 71,4 кВтч  созданной Prime Planet Energy & Solutions (PPES), совместным предприятием Toyota и Panasonic.  Полноприводные модели для рынка Северной Америки оснащены аккумулятором емкостью 72,8 кВтч производства CATL . Обе модели представляют собой блок питания на 355 В, который поддерживает быструю зарядку постоянным током с максимальной мощностью 150 кВт для переднеприводных моделей  или 100 кВт для полноприводных моделей.  Использование быстрого зарядного устройства позволяет зарядить аккумулятор PPES до 80% за 30 минут, а дополнительная система солнечных батарей на крыше может генерировать электроэнергию, необходимую для проезда транспортного средства не менее 1800 км (1100 миль) в год.  По оценкам, батарея сохранит 90% своей первоначальной емкости в течение десяти лет.  Автомобиль может выступать в качестве источника питания в режиме V2H или V2L . 
| Модель          | Код шасси | Электрический двигатель  | Мощность          | Крутящий момент         | Диапазон ( WLTC )         |
| --------------- | --------- | ------------------------ | ----------------- | ----------------------- | ------------------------- |
| передний привод | ХЕАМ10    | 1x синий Nexus eAxle 1XM | 201 л.с (150 кВт) | 266 Нм (196 фунт-футов) | 567 км (352 миль)         |
| полный привод   | YEАМ15    | 2x синие оси Nexus 1YM   | 215 л.с (160 кВт) | 338 Нм (249 фунт-футов) | 487–542 км (303–337 миль) |

### Subaru Solterra
Переработанная версия bZ4X продается компанией Subaru как Subaru Solterra (яп: スバル・ソルテラ, хепбёрн: Subaru Sorutera), название которой «Solterra» происходит от сочетания слов «sol» и «terra», латинские слова для обозначения «солнца» и «земли» соответственно. С незначительным обновленным дизайном экстерьера он использует ту же платформу e-TNGA, переименованную в «e-Subaru Global Platform» (e-SGP). Продажи Solterra запланированы на середину 2022 года в Японии, США, Канаде, Европе и Китае.

## Рынки

### Япония
Версия bZ4X для японского рынка была анонсирована в апреле 2022 года и запущена в продажу 12 мая 2022 года. Модель доступна для аренды только через сервис компании Kinto, чтобы «устранить опасения клиентов» по поводу электромобиля с аккумулятором и при этом «принимать во внимание окружающую среду».
На первом этапе, начиная с 12 мая, будет приниматься до 3000 заявок на аренду; второй этап последует осенью 2022 года, и после этого Toyota/Kinto планируют сдавать в аренду до 5000 автомобилей в год.
bZ4X доступен в одной комплектации Z с передним и полным приводом.  Специальные пакеты включают в себя выбор крыши (стандартная или панорамная лунная крыша) и размера колес (диаметр 18 или 20 дюймов). Автомобиль доступен в одном из двух цветов салона и одном из одиннадцати цветов кузова.

### Северная Америка
Версия bZ4X для североамериканского рынка была представлена на автосалоне в Лос-Анджелесе в 2021 году , и к тому времени её характеристики также были подробно описаны, включая дату поступления в продажу для модели 2023 года, назначенную на середину 2022 года.  По оценкам Toyota, запас хода переднеприводной модели XLE составляет до 400 км (250 миль).
На момент запуска американские покупатели имеют право на полную федеральную налоговую субсидию в размере 7500 долларов США при покупке электромобиля; каждый производитель автомобилей может продать до 200 000 автомобилей, имеющих право на налоговую льготу. Поскольку гибридные автомобили Toyota также имеют право на налоговую льготу, ожидается, что льготы будут исчерпаны вскоре после запуска bZ4X.  На bZ4X не распространяются льготы для электромобилей в соответствии с Законом о снижении инфляции, поскольку он производится в Японии, а не в США, Канаде или Мексике.

### Европа
В соответствии с циклом движения WLTP переднеприводный bZ4X достигает запаса хода 516 км (321 миль) (расход 14,3 кВтч/100 км), а полноприводный bZ4X — 470 км (290 миль) (15,8 кВтч/100 км).  Ожидается, что поставки первых автомобилей начнутся летом 2022 года.

### Юго-Восточная Азия
Впервые bZ4X был анонсирован в Сингапуре компанией Borneo Motors (авторизованный розничный торговец Toyota в Сингапуре) в июне 2022 года в рамках программы совместного использования электромобилей в новом городе Тенга в стране.  Хотя программа совместного использования автомобилей будет запущена в июне 2023 года, автомобиль ещё не поступил в продажу в стране.
bZ4X был впервые представлен в Индонезии на 29-м международном автосалоне Gaikindo Indonesia и выпущен на рынок 10 ноября 2022 года.  Он импортирован из Японии. Это был один из официальных VIP-автомобилей, использовавшихся на саммите G20 на Бали в 2022 году .
bZ4X был запущен в Таиланде 9 ноября 2022 года. Как и в Малайзии, он также импортируется из Японии.

### Австралазия
Дебют bZ4X в Австралии планировался в 2021 году, но он был отложен. Импорт из Японии планируется начать в 2024 году в Австралию, Новую Зеландию и Новую Каледонию, а заказы будут приниматься с конца 2023 года. bZ4X станет первым аккумуляторным электромобилем Toyota на австралийском рынке.

### Китай
На китайском рынке bZ4X производился и продавался двумя отдельными совместными предприятиями, GAC Toyota и FAW Toyota . Представленные в октябре 2022 года обе версии оснащены аккумуляторами производства CATL . Варианты мощности составляли 50,3 кВтч и 66,7 кВтч с запасом хода CLTC 400 км (250 миль) и 615 км (382 мили) соответственно.
После серии снижений цен из-за медленных продаж  Toyota выпустила обновление для bZ4X в ноябре 2023 года. Стал доступен вариант с полным приводом, вариант с аккумулятором на 50,3 кВтч был удален, а внешняя пластиковая обшивка кузова теперь цвет кузова. Автомобиль получил китайское название (кит:铂智4X ; пиньинь : Bózhì 4X ; букв. «Platinum 4X»). Название «Bozhi» станет китайским суббрендом электромобилей GAC Toyota, копируя суббренд bZ во всем мире. Версия FAW Toyota была снята с производства.

## Безопасность
23 июня 2022 года Toyota и Subaru отозвали 2700 bZ4X и 2600 Solterra из-за вероятности расшатывания колес. Они также прекратили производство и продажу любых новых моделей.
6 октября 2022 года Toyota сообщила, что нашла решение проблемы с отзывом колес и возобновила производство bZ4X и Solterra.
bZ4X и Solterra получили пятизвездочный рейтинг JNCAP от Национального агентства автомобильной безопасности и помощи пострадавшим (NASVA) Японии за комплексные показатели безопасности на основе испытаний, проведенных на Subaru Solterra.  
| Euro NCAP                                   | Euro NCAP | Euro NCAP | Euro NCAP             |
| ------------------------------------------- | --------- | --------- | --------------------- |
| · общий рейтинг                             |           |           |                       |
| 88%                                         | 87%       | 79%       | 91%                   |
| взрослый пассажир                           | ребёнок   | пешеход   | активная безопасность |
| Протестированная модель: Toyota bZ4X (2022) |           |           |                       |

| JNCAP                                                       |     |
| · 186/200% · общий рейтинг                                  |     |
| Безопасность при столкновении                               | 87% |
| Превентивная безопасность                                   | %   |
| Протестированная модель: Toyota bZ4X/Subaru Solterra (2022) |     |

## Модификации
- Toyota BZ4X XEAM10 1x BluE Nexus eAxle 1XM, 204 л.с. 266 Н·м, аккумуляторы 71,4 кВт·ч (FWD)
- Toyota BZ4X YEAM15 2x BluE Nexus eAxle 1YM, 218 л.с. 338 Н·м, аккумуляторы 71,4/72,8 кВт·ч (4WD)

## Продажи
| год  | Европа | Китай | США   | Канада | Индонезия |
| ---- | ------ | ----- | ----- | ------ | --------- |
| 2022 | 2,382  | 1,487 | 1,220 |        | 1         |
| 2022 |        |       | 8,660 |        |           |